# Anagarypus heatwolei
Espèce
Anagarypus heatwolei est une espèce de pseudoscorpions de la famille des Garypidae.

## Distribution
Cette espèce est endémique du Pilbara en Australie-Occidentale. Elle se rencontre sur l'île de Barrow.

## Description
La femelle holotype mesure 4,86 mm, les femelles mesurent de 4,75 à 4,86 mm.

## Étymologie
Cette espèce est nommée en l'honneur de Harold F. Heatwole.

## Publication originale
- Muchmore, 1982 : The genus Anagarypus (Pseudoscorpionida: Garypidae). Pacific Insects, vol. 24, no 2, p. 159-163 (texte intégral).